# Синьцзянь
Синьцзя́нь (кит. упр. 新建, пиньинь Xīnjiàn) — район городского подчинения городского округа Наньчан провинции Цзянси (КНР).

## История
В древние времена эти земли были частью уезда Наньчан (南昌县). Во времена империи Сун в 1163 году северо-западная половина уезда Наньчан была выделена в отдельный уезд Синьцзянь (新建县), однако власти обоих уездов размещались в одном и том же месте. Во времена Китайской Республики урбанизированная зона, в которой совместно размещались власти уездов Наньчан и Синьцзянь, была в 1926 году выделена в отдельную административную единицу — город Наньчан, подчинённый напрямую правительству провинции Цзянси.
После образования КНР был создан Специальный район Наньчан (南昌专区) и уезд вошёл в его состав. 23 августа 1958 года уезд был передан под юрисдикцию властей города Наньчан, а Специальный район Наньчан был в том же году переименован в Специальный район Ичунь (宜春专区). В ноябре 1961 года часть прилегавших к городской черте земель уезда была передана в состав Наньчанского Пригородного района, а сам уезд вернулся в состав Специального района Ичунь. В 1970 году Специальный район Ичунь был переименован в Округ Ичунь (宜春地区).
28 мая 1971 года уезд вновь перешёл из округа Ичунь под юрисдикцию властей города Наньчан.
Постановлением Госсовета КНР от 5 августа 2015 года уезд Синьцзянь был преобразован в район городского подчинения.
25 декабря 2019 года был расформирован район Ваньли (湾里区): часть его земель была включена в состав района Синьцзянь, а на территории, где размещались органы власти Наньчана, был создан район Хунгутань.

## Административное деление
Район делится на 12 посёлков и 7 волостей.